# Straße der Staufer

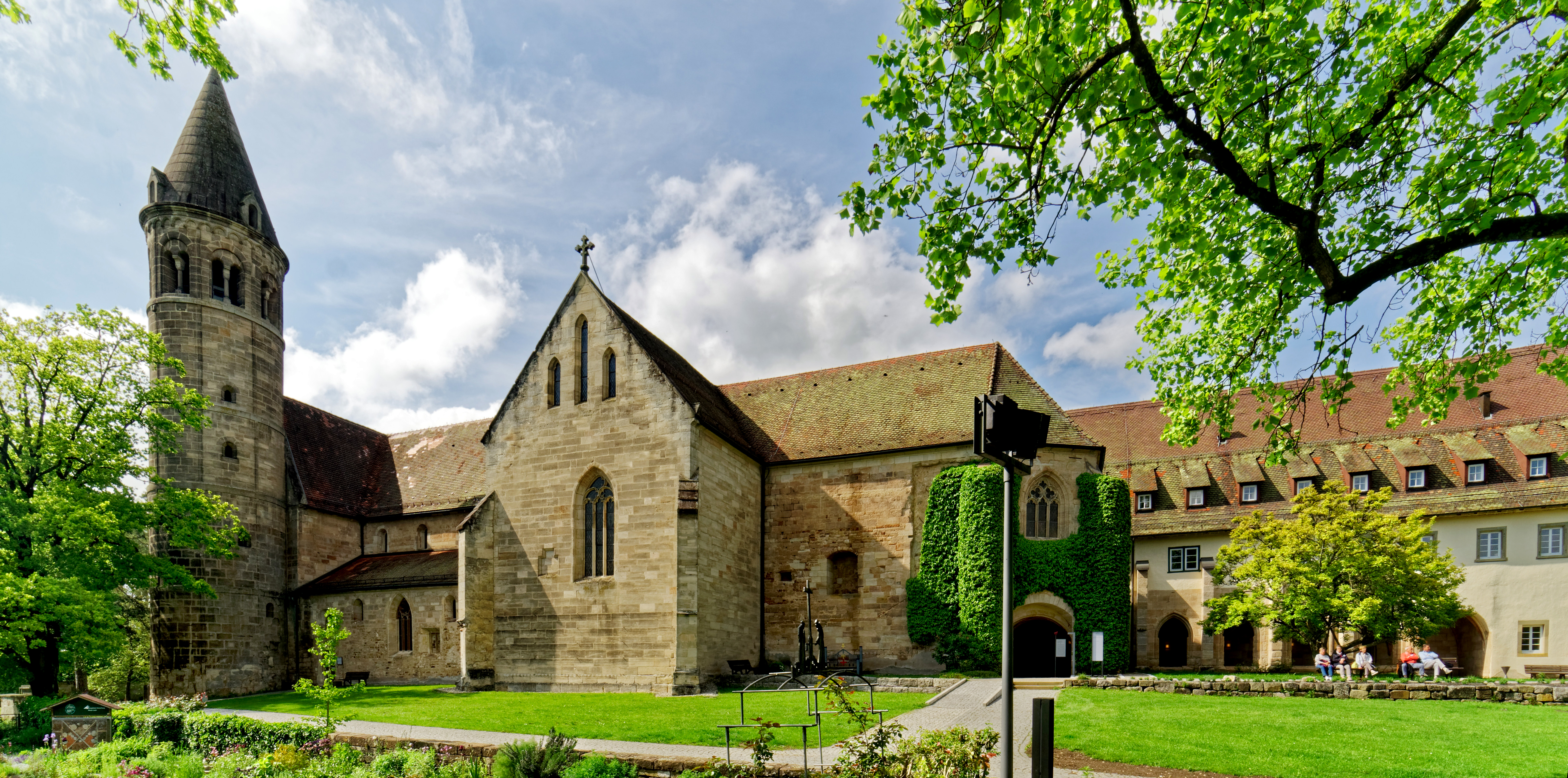
Klooster Lorch

De Straße der Staufer is een toeristische autoroute in Baden-Württemberg, Duitsland. De 300 kilometer lange bewegwijzerde route door Göppingen, Schwäbisch Gmünd, Aalen en Heidenheim an der Brenz. De route werd gecreëerd in 1977 en verlengd in 1997. De route is gewijd aan de geschiedenis van de Hohenstaufen.